# Волчеягодник камчатский
Волчеягодник камчатский, или Волчник камчатский (лат. Daphne kamtschatica) — вид кустарников рода Волчеягодник (Daphne) семейства Волчниковые (Thymelaeaceae).

## Ботаническое описание
Небольшой кустарник до 0,5 м высоты. Ветви светло-серовато-коричневые, голые. Листья продолговато-обратнояйцевидные, реже обратноланцетные, закруглённые, в основании узкоклиновидные, цельнокрайные, сверху светло-зелёные, под пологом густого леса тёмно-зелёные, кожистые, голые. Черешок обычно короткий, сразу переходящий в пластинку. Соцветие сидячее, с небольшим количеством цветков расположенных на ветвях ниже скученных листьев. Цветы до 2,5 мм длины, венчик белый или бледно-жёлтый. Плоды 7—9 мм длины, обратнояйцевидные или шаровидные, красные.
Плоды — красные ягодовидные костянки, округлой или овальной формы, с одной косточкой. Цветёт на юге в апреле — мае, на севере и в горах — в июне. Плоды краснеют с лета, созревают в сентябре. 

## Распространение и экология
Распространён в Японии и на Корейском полуострове. Встречается в Приморском и Хабаровском краях, на Камчатке, Сахалине (юг и средняя часть) и Курилах (Шикотан, Кунашир, Итуруп). Всюду редок. 
Растёт в хвойных и смешанных лесах, в прогалинах, вблизи россыпей, скал, у хребтов, одиночно и группами. Эндемик.
Размножается семенами, зелёным и одревесневшими черенками, корневыми отпрысками и отводками.

## Значение и применение
Все части растения ядовиты. Даже ядовит собранный мёд, но опаснее всего ягоды. 10—15 штук — смертельная доза для человека. Характер отравления зависит от способа попадания в организм. Вдыхание пыли коры приводит к раздражению слизистых оболочек дыхательных путей. От нюханья цветов развивается головная боль, головокружение, ощущение жжения в носу и груди. Айны смазывали остриё гарпуна во время охоты на моржей. 
Кустарник очень красив во время цветения и в плодах. Может применяться для украшения садов, но его красивые ягоды опасны для детей. Согласно другому источнику кустарник декоративного интереса не представляет.